# Janetia szepligetii
Janetia szepligetii är en tvåvingeart som beskrevs av Jean-Jacques Kieffer 1896. Janetia szepligetii ingår i släktet Janetia och familjen gallmyggor. Inga underarter finns listade i Catalogue of Life.